# Thierry Adam
Pour les articles homonymes, voir Adam (homonymie).
Thierry Adam, né le 24 octobre 1963 à Issy-les-Moulineaux, est un journaliste sportif français travaillant pour France Télévisions de 2001 à 2020. Il est président du Chrono des Nations de 2019 à 2024.

## Biographie

### Débuts professionnels
Thierry Adam a commencé sa carrière en Picardie, dans la presse écrite au quotidien Le Courrier picard, à la radio sur Radio Gazette Rurale, ensuite Radio France Picardie, et en parallèle à la télé sur France 3 Picardie.
Il commentait alors les matches des Gothiques, l'équipe de hockey sur glace d'Amiens, bien que résidant à Camon. Cette connaissance du hockey lui permet de commenter plusieurs éditions des Jeux olympiques d'hiver. Il a aussi commenté le football et les grandes classiques cyclistes. 
En 1986, il fait partie des membres fondateurs de l'organisation Promotion Sport Picardie dont le but est de favoriser par des actions de promotion, d’organisation et d’encadrement, le sport dans le département de la Somme et la région de Picardie. Il devient alors le premier secrétaire de l'association. Il en est aujourd'hui président d'honneur.

### Carrière à France Télévisions
Il intègre le service des sports de France Télévisions en 2001.

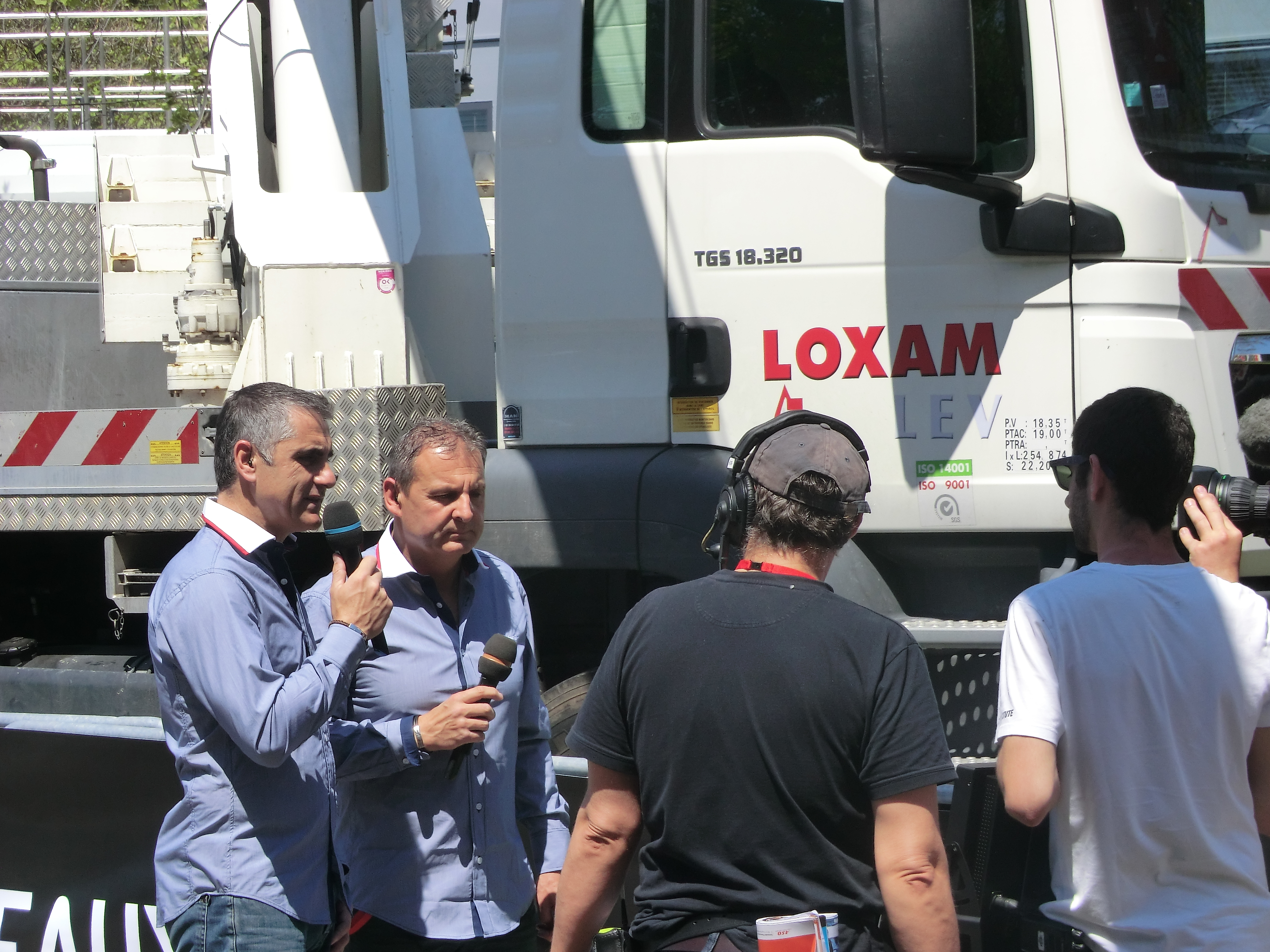
Thierry Adam au côté de Laurent Jalabert lors du Critérium du Dauphiné 2013.

De 2001 à 2006, il est présent sur l'une des « motos son » du Tour de France pour commenter la course en direct. De 2007 à 2016, il est le commentateur principal du Tour de France, succédant ainsi à Henri Sannier, en compagnie  de Jean-Paul Ollivier (2007-2014) puis d'Éric Fottorino (2015-2016) et d'un consultant Laurent Fignon (2007 à 2010), Laurent Jalabert (2011, 2012 et 2014 à 2016) et Cédric Vasseur (2013). 
En 2017, Laurent-Éric Le Lay, nouveau directeur des sports de France Télévisions, décide de l'écarter et de le remplacer par Alexandre Pasteur, commentateur des courses cyclistes sur Eurosport. Il commente sa dernière course sur France Télévisions à l'occasion du Tour des Flandres 2017. Quelques jours plus tard, France Télévisions annonce qu'il sera de retour sur l'une des « motos son » du Tour de France dès 2017. Il est également sur la moto pour participer aux commentaires d'autres épreuves retransmises sur France 3 : Paris-Nice, Paris-Roubaix ou le Critérium du Dauphiné. Il occupe ce poste sur la moto jusqu'au Paris-Tours 2020, organisé le 11 octobre 2020. Il devait également couvrir le Paris-Roubaix 2020, initialement reporté le 25 octobre 2020, avant que celui-ci ne fût annulé.
Thierry Adam commente également les matchs de Coupe de la Ligue et Coupe de France de football jusqu'en 2007, avant de ne le faire qu'épisodiquement, lors des opérations "À chaque région son match" ou "Au coeur des régions". Il commente le hockey sur glace durant les Jeux olympiques d'hiver. Lors des Internationaux de France de tennis de Roland Garros, il commente quelques matchs sur la quinzaine.
En 2004, il commente avec Charles Biétry pour France Télévisions quelques matchs de l'Euro au Portugal dont le match d'ouverture et la finale.
Il quitte France Télévisions à la fin du Tour de France 2020, déclarant que « c’était dans l’air du temps depuis deux, trois ans, donc on a eu le temps de s’y faire. On n’était plus tout à fait sur la même longueur d’onde avec certains ».

### Engagements dans le cyclisme
En 2019, après plusieurs années en tant que commentateur bénévole, il devient président du Chrono des Nations des Herbiers. Après 5 ans à la tête de l'épreuve, il annonce ne pas représenter sa candidature et quitter ses fonctions à compter du 1er mars 2024,.
En 2020, il s'engage bénévolement sur le Tour de Bretagne en tant que responsable de la production du direct en streaming, qu'il commente aux côtés de Damien Martin. Il s'engage également aux côtés d'épreuves bretonnes telle que La Route Adélie de Vitré.

## Récompense
Il reçoit le Mag d'Or 2011 du meilleur binôme de commentateurs hors foot, décerné par L'Équipe magazine, pour son duo avec Laurent Jalabert.